# Larry W. Sonsini
Larry Sonsini, né en 1942 à Rome (New York) au nord de l'État de New York, est l'un des associés fondateurs du cabinet Wilson Sonsini Goodrich & Rosati LLP. 
Il est étudiant à la faculté de droit de l'université de Berkeley en Californie.
Avocat star des États-Unis, il est à l'origine de la plupart des premières cotations des sociétés de la Silicon Valley. Il a notamment fait partie du conseil d'administration du New York Stock Exchange en 2001. En 2005, il était classé en troisième position de la Liste Midas de Forbes qui recense les 100 meilleurs hommes d'affaires dans le secteur technologique dans le monde, et huitième en 2006.
Il fait partie des importants philanthropes de Boalt Hall dont il est diplômé et où il enseigne le droit boursier.